# Saint-Tricat

Saint-Tricat este o comună în departamentul Pas-de-Calais, Franța. În 1 ianuarie 2022 avea o populație de 775 de locuitori.